# Abendstein (Namibia)
Der Abendstein ist ein Berg in Namibia mit einer Höhe von 2051 m. Der Berg liegt in den Erosbergen rund 4 km östlich von Brakwater, Windhoek.